# Димитър Добрев (офицер)
Вижте пояснителната страница за други личности с името Димитър Добрев.
Димитър Добрев Добрев е български морски офицер, капитан I ранг, участник в Сръбско-българската (1885), Руско-японската (1904 – 1905), Балканската (1912 – 1913) и Междусъюзническата война (1913).

## Образование
През 1883 г. е зрелостник на реално училище в Москва (реална гимназия).
През 1883 г. е приет във Военното училище в София, което завършва.
Полага изпитите във Временния курс за морски офицери съответно през март 1893 г. и май 1895 г., с което придобива квалификацията на военноморски офицер.
В периода 1896 – 1897 г. Добрев следва и завършва Торпеден офицерски клас към Кралското и Императорското военноморско училище в Пола, Австро-Унгария.
През 1903 г. лейтенант Добрев е зачислен в Артилерийския офицерски клас на Руския императорски флот в Кронщат, който завършва на следващата година.

## Кариера
Като доброволец в чин юнкер участва в Сръбско-българската война (1885) в редовете на 1-ви пехотен софийски полк, като командва полурота в боевете при с. Бреговица и Малово на 3 ноември. По-късно командва 11-а рота, с която участва в боя при Гургулят, за което е награден с Войнишки кръст „За храброст“ IV степен. След войната се връща във Военното училище и продължава образованието си. Като юнкер участва в детронирането на княз Александър I Батенберг. Той е в състава на конвоя на княз Александър Батенберг при извеждането му от страната. След контрапреврата Добрев е отстранен от Военното училище, но по-късно е амнистиран, в резултат на което успява да завърши училището.
През 1889 г. е произведен в първи офицерски чин подпоручик и още през същата година постъпва на служба във Флотилията и Морската част в Русе. През октомври 1899 г. вече е вахтен офицер и завеждащ торпедното въоръжение на учебния крайцер „Надежда“.
В началото на 1904 г. Добрев решава да участва в Руско-японската война. Той изпраща рапорт до Военното министерство с молба да му бъде разрешено да участва във Втора Тихоокеанска ескадра на Руския императорски флот. Предварително той получава съгласието на началника на Учебно-артилерийския отряд и началника на Главния морски щаб на Руската империя. В рапорта си лейт. Добрев развива мисълта, че за него и българското морско офицерство ще бъде интересна ролята на подводниците. Този род на Военноморските сили току-що прохожда, при това с много аварии, поради което интересът на Добрев говори за напредничевите му възгледи.
През август 1904 г. му е разрешено да бъде командирован за практически занятия в далечно плаване с Руския императорски флот. През юни–юли 1904 г. лейт. Добрев плава с броненосеца „Николай I“ и крайцера „Владимир Мономах“. На 2(15) октомври 1904 г. Втора Тихоокеанска ескадра поема от пристанище Либава на Балтийско море към Владивосток. В състава ѝ като артилерийски офицер е зачислен младият лейтенант Добрев.
На 15 май 1905 г. като член на екипажа на стария крайцер „Дмитрий Донски" Добрев е участник в Цушимското сражение. Същият ден крайцерът е потопен и Добрев попада в японски плен.
На 30 октомври той е предаден на руските власти и отплава за Владивосток. Оттам – за Санкт Петербург, където пристига на 30 ноември 1905 г. През месец февруари 1906 г. се завръща в България.
За участието си във войната лейтенант Добрев е награден с българския орден „Св. Александър“ IV степен с мечове и с руския орден „Св. Владимир“ IV степен с мечове и бант „за показани от него особени подвизи на храброст и саможертва в боя с японския флот на 14 – 15 май 1905 г.“
След завръщането си в България Димитър Добрев последователно заема следните длъжности:
- Началник на Машинното училище при Флота на НЦВ (1906 – 1908 г.).
- Началник на Подвижната отбрана.
- Командир на крайцера „Надежда“.
- Старши адютант в Щаба на Флота на Негово Величество.

През 1911 г. е уволнен от Флота на Негово Величество.
През Балканската война (1912 – 1913) е мобилизиран. В началото е назначен за началник на Семафорно-наблюдателната служба, а след това на 1.11.1912 г. е преназначен за началник на Подвижната отбрана.
Капитан ІІ ранг Добрев командва отряда миноносци, който на 7-8 ноември 1912 г. атакува успешно турски крайцер „Хамидие“, за което е награден с Военен орден „За храброст“ III степен.
По време на Междусъюзническата война (1913) командва българския отряд бойни (кр „Надежда" и шест миноносеца) и транспортни кораби (пет парахода на Българското параходно дружество) при интернирането им в Севастопол, за да не попаднат в ръцете на настъпващия противник. На преходите и в Севастопол се изявява не само като командир, но и като дипломат.
През 1914 г. капитан I ранг Димитър Добрев напуска Флота на Негово Величество и дълги години работи като адвокат във Велико Търново.
В нашето съвремие на името на капитан І ранг Димитър Добрев е кръстен кораб със спомагателно предназначение във ВМС на Република България.

## Военни звания
- Подпоручик (1889)
- Мичман II разред (декември 1893)
- Мичман I разред (1894)
- Лейтенант (1900)
- Капитан-лейтенант (1906)
- Капитан II ранг (4 септември 1910)
- Капитан I ранг (28 юли 1913)

## Награди
- Войнишки кръст „За храброст“ IV степен (1885)
- Княжески орден „Св. Александър“ IV степен с мечове (1906)
- Орден „Св. Владимир“ IV степен с мечове и бант, Руска империя (1906)
- Военен орден „За храброст“ III степен (1912)
- Орден „Стара планина“ I степен с мечове, посмъртно[3]